# Книпович, Лидия Михайловна
Лидия Михайловна Книпович (15(27) декабря 1856 года, с. Тюсбю Нюландской губернии, Финляндия, — 9 февраля 1920 года, Симферополь) — деятель революционного движения России.

## Биография
Родилась в семье врача, действительного статского советника Михаила Михайловича Книповича и его жены — Анны Федоровны, урожд.Моллер.  Братья и сестры: Михаил (1853—1900), Зинаида (1857—?), Федор, Николай. 
Получила домашнее образование, брала также частные уроки. Посещала лекции в Гельсинфорсском университете.
Работала народным учителем в Гельсингфорсе.
В конце 1870-х годов познакомилась с народовольцами. В 1881 году входит в организованный Николаем Рогачевым народовольческий кружок, где участвует в печати и распространении листовок.
После смерти отца в 1887 году Книпович перебирается на жительство в Санкт-Петербург к своему младшему брату Николаю. Под его влиянием она постепенно переходит к марксистским взглядам. В начале 1890-х начинает преподавать в Смоленской вечерне-воскресной школе для рабочих за Невской заставой, где знакомится с Надеждой Крупской, а потом и с Владимиром Ульяновым и становится членом «Союза борьбы за освобождение рабочего класса». По просьбе Ульянова, пользуясь знакомством с народовольцами организует Лахтинскую типографию.
После разгрома типографии, в 1897 арестована полицией и направлена в трехлетнюю ссылку в Астрахань. Там Книпович ведет активную пропаганду среди рабочих. После решения Ленина печатать газету «Искра» по его просьбе становится агентом газеты на юге России, налаживает подпольную сеть переправки и распространения газеты. Участвует в организации подпольной типографии «Нина». В 1902 году Книпович входит в Центральный Комитет или бюро русской организации «Искры».
Делегат II съезда РСДРП (1903), примкнула к большевикам.
В 1905 году становится секретарем Одесского комитета РСДРП. Осенью 1905 года по просьбе Ленина принимает активное участие в организации I конференции РСДРП в Таммерфорсе. В 1906 году занимается организацией IV съезда РСДРП в Стокгольме. 
До 1911 года Книпович продолжает работу в Петербургской организации РСДРП, исполняет все крайне конспиративные поручения партии, взаимодействует с думской социал-демократической фракцией. Она ведет переписку с центральным комитетом РСДРП и большевистской группой, хранит деньги , пересылаемые из ЦК для профессиональных работников партии и является центральным лицом большевистского центра.
Летом 1911 года Лидию Книпович арестовали и отправили в двухлетнюю ссылку в город Гадяч Полтавской губернии. Во время ссылки у нее обострилась базедова болезнь. В мае 1913 по окончании ссылки  она уехала в Симферополь. С мая 1913 года по февраль 1920 года проживала у своей соратницы А. М. Руниной-Вржосек.
С 1914 года отошла от политической борьбы из-за обострения базедовой болезни. Жила в Симферополе, дом сохранился на улице Жуковского. 
Похоронена на Старорусском кладбище Симферополя.

## Память
- С 1976 года Смоляная улица в Стеклянном городке Ленинграда стала называться в честь Лидии Книпович[2]. С 2021 года по предложению митрополита Варсонофия Топонимическая комиссия Санкт-Петербурга вернула улице название Смоляная[2].
- Её имя носит улица в Астрахани.